# Château-sur-Epte
Château-sur-Epte ist eine französische Gemeinde mit 626 Einwohnern (Stand: 1. Januar 2022) im Département Eure in der Region Normandie. Sie gehört zum Arrondissement Les Andelys und zum Kanton Les Andelys. Die Einwohner werden Casteleptiens genannt.

## Nachbargemeinden
Château-sur-Epte liegt etwa 60 Kilometer ostsüdöstlich von Rouen am Epte.
Nachbargemeinden von Château-sur-Epte sind Guerny im Norden, Saint-Clair-sur-Epte im Osten und Nordosten, Vexin-sur-Epte im Süden und Westen sowie Authevernes im Nordwesten.

## Bevölkerungsentwicklung
| Jahr                      | 1962 | 1968 | 1975 | 1982 | 1990 | 1999 | 2006 | 2013 |
| Einwohner                 | 439  | 404  | 410  | 357  | 632  | 661  | 590  | 609  |
| Quelle: Cassini und INSEE |      |      |      |      |      |      |      |      |

## Sehenswürdigkeiten
- Kapelle Saint-Martin am Friedhof
- Reste der früheren Burganlage, Ende des 11. Jahrhunderts erbaut, Monument historique seit 1998

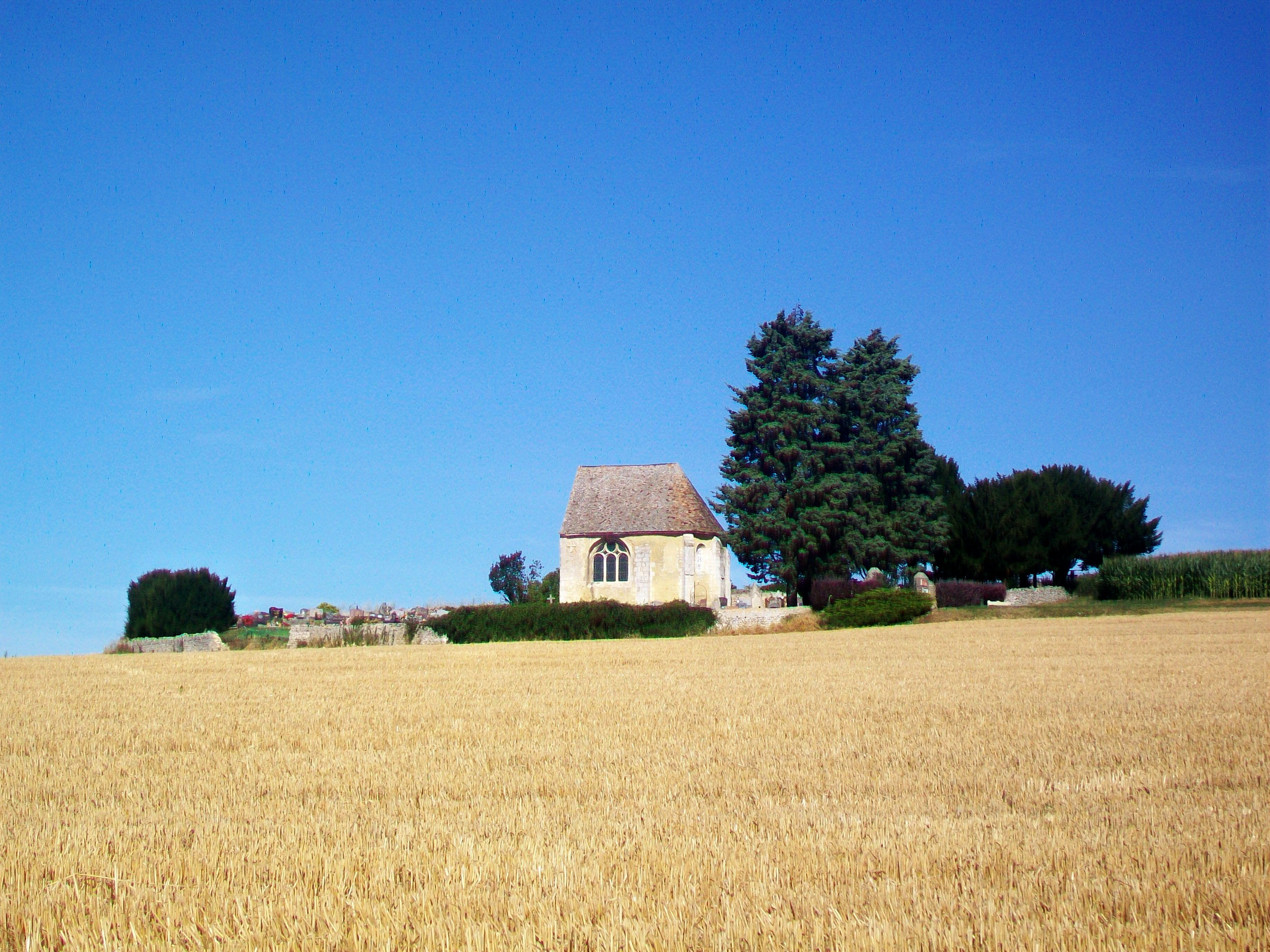
Kapelle Saint-Martin
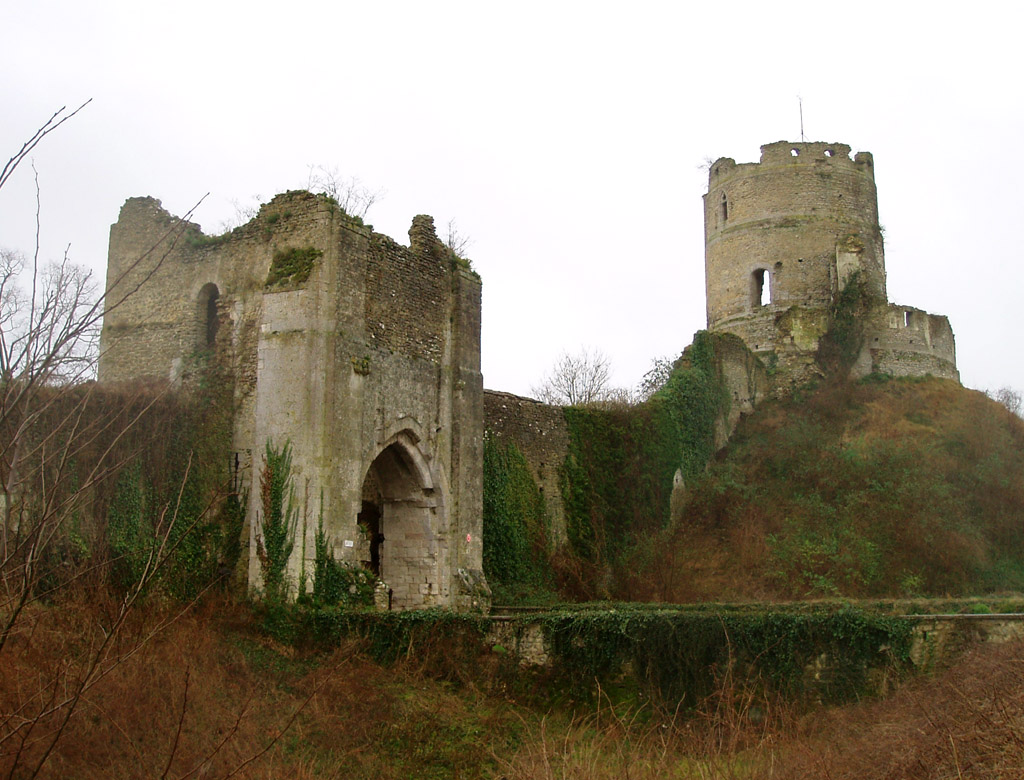
Burgruine